# Arditi del Popolo
Los Arditi del Popolo (Osados del Pueblo en castellano) fue una organización antifascista italiana fundada a fines de junio de 1921 para oponerse al auge del Partido Nacional Fascista de Benito Mussolini y a la violencia de los paramilitares Camisas negras (squadristi). Agrupó a anarcosindicalistas, socialistas, comunistas, anarquistas, republicanos y otros, así como también a ex oficiales del Regio Esercito, siendo cofundada por Mingrino, Argo Secondari, Gino Lucetti - que trató de asesinar a Mussolini el 11 de septiembre de 1926 - el diputado Guido Picelli y otros. Los Arditi del Popolo eran una escisión de las tropas de élite Arditi, que anteriormente habían ocupado Fiume en 1919 al mando del poeta Gabriele d'Annunzio, que proclamó la Regencia italiana del Carnaro. Aquellos que se separaron para formar los Arditi del Popolo eran simpatizantes del anarquista Argo Secondari y estaban apoyados por Mario Carli. Las Formazioni di difesa proletaria (Formaciones de Defensa Proletaria) se unieron a ellos más tarde. En el verano de 1921, los Arditi del Popolo contaban con aproximadamente 20 000 miembros.
Su principal objetivo era la creación de grupos armados capaces de oponerse a los escuadrones de acción fascistas.

## Relaciones con el movimiento obrero y otros partidos políticos
Compuesto por socialistas, anarquistas y comunistas, los Arditi del Popolo no fueron apoyados por los partidos socialistas (ni por el Partido Socialista Italiano, PSI, ni por el Partido Comunista Italiano, PCI). Los Arditi del Popolo fueron criticados el 27 de julio de 1921 por el periódico socialista Avanti!, después de una manifestación en Roma el día anterior.
El 10 de julio de 1921, Lenin escribió en el Pravda un artículo elogiando a los Arditi del Popolo y criticando la tendencia Bordigana del PCI, que se oponía al antifascismo militante. El 3 de agosto de 1921, el PSI firmó un "pacto de pacificación" (patto di pacificazione) con el Partido Nacional Fascista, mientras que la Confederación General Italiana del Trabajo (CGIT) y el PSI rehusaban reconocer oficialmente a la milicia antifascista. Es más, el PCI ordenó a sus miembros que renuncien a los Arditi del Popolo debido a la presencia de no-comunistas entre sus filas. El PCI organizó sus propios grupos militantes (los Squadre comuniste d'azione, escuadrones comunistas de acción), pero sus acciones fueron relativamente menores y el partido mantuvo una estrategia legalista no-violenta.
El filósofo marxista Antonio Gramsci se opuso a la tendencia Bordigana y varios activistas comunistas apoyaban a los Arditi del Popolo. En octubre de 1921, el Comintern criticó la "política sectaria" del PCI, que amenazaba a sus miembros que apoyaban a los Arditi del Popolo con medidas disciplinarias. Sin embargo, después del alineamiento de Gramsci y del periódico L'Ordine Nuovo a la directiva del PCI, el periódico anarquista Umanità Nova quedó como el único portavoz del movimiento obrero que apoyaba a los Arditi del Popolo.

## Parma y el desmantelamiento del grupo
Uno de sus mayores éxitos de los Arditi del Popolo tuvo lugar en Parma, en agosto de 1922, cuando 350 arditi, dirigidos por los veteranos de la Primera Guerra Mundial Antonio Cieri y Guido Picelli, defendieron con éxito la ciudad contra una ofensiva fascista de 20.000 hombres dirigida por Roberto Farinacci, que se uniría al Gran Consejo Fascista en 1935, e Italo Balbo, un quadrumvir y principal organizador de la Marcha sobre Roma. Los Arditi del Popolo consiguieron en esta ocasión un apoyo popular masivo.
No obstante, con la complicidad de las fuerzas de seguridad del Estado, los fascistas asesinaron o detuvieron a la mayor parte de los líderes del movimiento, que se desmanteló totalmente en 1924.

## Legado
Varios Arditi del Popolo se unieron más tarde a las Brigadas Internacionales durante la guerra civil española (1936-1939). El nombre de la organización también fue reutilizado por la Resistencia italiana durante la Segunda Guerra Mundial. Los comunistas Antonello Trombadori y Luigi Longo crearon una organización con este mismo nombre el 25 de julio de 1943.

## Miembros notables
- Argo Secondari, anarquista
- Gino Lucetti, anarquista
- Guido Picelli, diputado
- Alberto Acquacalda, asesinado el 11 de agosto de 1921 por los fascistas
- Riccardo Lombardi (no era oficialmente miembro, pero participó en la organización)
- Giuseppe Di Vittorio, comunista
- Tigrino Sabatini, comunista
- Vincenzo Baldazzi
- Antonio Cieri

### En italiano
- Balsamini, Luigi, Gli Arditi del Popolo. Dalla guerra alla difesa del popolo contro le violenze fasciste, Casalvelino Scalo, Galzerano, 2002.
- Cordova, Ferdinando, Arditi e legionari dannunziani, Padova, Marsilio, 1969.
- Francescangeli, Eros, Arditi del Popolo. Argo Secondari e la prima organizzazione antifascista (1917-1922), Roma, Odradek, 2000.
- Fuschini, Ivan, Gli Arditi del Popolo, prefazione di Arrigo Boldrini, Ravenna, Longo, 1994.
- Gentili, Valerio, Roma combattente, Roma, Castelvecchi, 2010
- Gentili, Valerio, La legione romana degli Arditi del Popolo, Roma, Purple Press, 2009
- Rossi, Marco, Arditi, non gendarmi! Dall’arditismo di guerra agli arditi del popolo 1917-1922, Pisa, BFS, 1997.
- Varios autores. Dietro le barricade, Parma 1922. Textos, imágenes y documentos de la exposición (30 de abril-30 de mayo de 1983) a cargo de la Provincia de Parma y del Instituto Histórico de la Resistencia de la Provincia de Parma.

- Datos: Q639533
- Multimedia: Arditi del Popolo / Q639533